# Comté de Caddo
Le comté de Caddo est un comté situé dans l'État de l'Oklahoma aux États-Unis. Le siège du comté est Anadarko. Selon le recensement de 2000, sa population est de 30 150 habitants.

## Comtés adjacents
- Comté de Blaine (nord)
- Comté de Canadian (nord-est)
- Comté de Grady (est)
- Comté de Comanche (sud)
- Comté de Kiowa (sud-ouest)
- Comté de Washita (ouest)
- Comté de Custer (nord-ouest)

## Principales villes
- Anadarko
- Apache
- Binger
- Carnegie
- Cyril
- Fort Cobb
- Hinton
- Hydro